# A Mezőkövesdi SE 2013–2014-es szezonja
Ez a szócikk a Mezőkövesd–Zsóry SE 2013–2014-es szezonjáról szól, mely sorozatban és összességében is az első idénye a csapatnak a magyar első osztályban. A klub fennállásának ekkor volt a 39. évfordulója. A szezon 2013 júliusában kezdődött, és 2014 májusában ér majd véget.

## Játékoskeret
| No. |     | Poszt | Játékos          |
| --- | --- | ----- | ---------------- |
| 1   | HUN | K     | Szántai Levente  |
| 3   | HUN | V     | Szalai Vilmos    |
| 5   | HUN | V     | Gévay Zsolt      |
| 7   | HUN | KP    | Bognár István    |
| 9   | HUN | KP    | Bogdány Csaba    |
| 10  | CMR | KP    | George Menougong |
| 11  | HUN | CS    | Balajti Ádám     |
| 12  | HUN | KP    | Petneházi Márk   |
| 13  | HUN | CS    | Olasz Dénes      |
| 14  | HUN | KP    | Farkas Balázs    |
| 15  | HUN | V     | Búrány Zoltán    |
| 16  | HUN | KP    | Csirmaz István   |
| 17  | HUN | CS    | Hamar Ádám       |
| 18  | HUN | V     | Lakatos Béla     |

| No. |     | Poszt | Játékos          |
| --- | --- | ----- | ---------------- |
| 20  | HUN | KP    | Irhás Ignác      |
| 21  | HUN | V     | Éles Szilárd     |
| 22  | HUN | V     | Bagi István      |
| 24  | HUN | KP    | Hegedűs Dávid    |
| 28  | HUN | V     | Hegedűs Csaba    |
| 29  | HUN | KP    | Harsányi Zoltán  |
| 31  | HUN | K     | Horváth Tamás    |
| 33  | HUN | KP    | Melczer Vilmos   |
| 38  | SVK | V     | Dominik Fótyik   |
| 66  | HUN | KP    | Kiss Máté        |
| 77  | LTU | KP    | Linas Pilibaitis |
| 88  | HUN | KP    | Sigér Dávid      |
| 91  | HUN | K     | Ficsór Dávid     |
| 99  | HUN | KP    | Dobos Attila     |

## Statisztikák
Utolsó elszámolt mérkőzés dátuma: 2014. március 22.

### Kiírások
| Kiírás        | Statisztikák | Statisztikák | Statisztikák | Statisztikák | Statisztikák | Statisztikák | Kezdő forduló | Végső forduló/ helyezés | Mérkőzések dátumai | Mérkőzések dátumai |
| Kiírás        | M            | GY           | D            | V            | LG–KG        | GK           | Kezdő forduló | Végső forduló/ helyezés | Első               | Utolsó             |
| ------------- | ------------ | ------------ | ------------ | ------------ | ------------ | ------------ | ------------- | ----------------------- | ------------------ | ------------------ |
| OTP Bank Liga | 21           | 5            | 4            | 12           | 22–38        | –16          | —             |                         | 2013. 07. 27.      | 2014. 03. 22.      |
| Magyar kupa   | 3            | 2            | 0            | 1            | 10–5         | +5           | 2. forduló    | 4. forduló              | 2013. 08. 28.      | 2013. 10. 30.      |
| Ligakupa      | 8            | 4            | 1            | 3            | 19–14        | +5           | Csoportkör    | Nyolcaddöntő            | 2013. 09. 04.      | 2014. 03. 04.      |

## OTP Bank Liga

### Mérkőzések
| 1. forduló 2013. július 27. 19:00 |

| MTK Budapest                                           | 3 – 0               | Mezőkövesd–Zsóry        |
| ------------------------------------------------------ | ------------------- | ----------------------- |
| Pölöskei 51' Ladányi 79' Varga 88' Fejes 45' Kanta 54' | (0 – 0) Jegyzőkönyv | Dobos 50' Bogdány 90+1' |

| Hidegkuti Nándor Stadion, Budapest Nézőszám: 1 500 Játékvezető: Becséri Dániel (magyar) |

| 2. forduló 2013. augusztus 4. 20:30 |

| Debreceni VSC                         | 1 – 0               | Mezőkövesd–Zsóry                   |
| ------------------------------------- | ------------------- | ---------------------------------- |
| Szakály 80' 75' Morozov 49' Dombi 82' | (0 – 0) Jegyzőkönyv | Éles 21' Menougong 66' Melczer 90' |

| Oláh Gábor utca, Debrecen Nézőszám: 3 200 Játékvezető: Vad II. István (magyar) |

| 3. forduló 2013. augusztus 10. 16:30 |

| Kecskeméti TE                                                                     | 2 – 6               | Mezőkövesd–Zsóry                                                                                      |
| --------------------------------------------------------------------------------- | ------------------- | --- |
| Rajczi 42' (11-esből) Koszó 55' Mogyorósi 5' Savić 18' Póti 20′ Patvaros 47′, 73′ | (1 – 4) Jegyzőkönyv | Szalai 13' 40' Melczer 21' (11-esből) Balajti 26' Bognár 47' Menougong 70' Olasz 88' Hegedűs 55′, 81′ |

| Széktói Stadion, Kecskemét Nézőszám: 3 000 Játékvezető: Farkas Ádám (magyar) |

| 4. forduló 2013. augusztus 17. 19:00 |

| Mezőkövesd–Zsóry | 0 – 2               | Lombard Pápa                 |
| ---------------- | ------------------- | ---------------------------- |
| Szalai 28'       | (0 – 2) Jegyzőkönyv | Griffiths 4' 30' Tóth G. 89' |

| Városi stadion, Mezőkövesd Nézőszám: 2 500 Játékvezető: Kassai Viktor (magyar) |

| 5. forduló 2013. augusztus 24. 21:00 |

| Újpest                                                                        | 6 – 1               | Mezőkövesd–Zsóry                                  |
| ----------------------------------------------------------------------------- | ------------------- | ------------------------------------------------- |
| Simon 31' 50' Ahjupera 45' 64' Tshibuabua 82' Kabát 90' Vermes 66' Balogh 80' | (2 – 1) Jegyzőkönyv | Menougong 15' Hegedűs 17' Irhás 26' Petneházi 30' |

| Szusza Ferenc Stadion, Budapest Nézőszám: 1 980 Játékvezető: Solymosi Péter (magyar) |

| 6. forduló 2013. augusztus 31. 19:00 |

| Mezőkövesd–Zsóry                                              | 3 – 1               | Puskás Akadémia                    |
| ------------------------------------------------------------- | ------------------- | ---------------------------------- |
| Petneházi 49' Balajti 56' Menougong 90+2' Éles 19' Farkas 73' | (0 – 0) Jegyzőkönyv | Lencse 62' Farkas 25' Szekeres 76' |

| Városi stadion, Mezőkövesd Nézőszám: 2 500 Játékvezető: Szabó Zsolt (magyar) |

| 7. forduló 2013. szeptember 14. 18.00 |

| Budapest Honvéd | 0 – 2               | Mezőkövesd–Zsóry                       |
| --------------- | ------------------- | -------------------------------------- |
|                 | (0 – 1) Jegyzőkönyv | Harsányi 29' Pilibaitis 57' Fótyik 47' |

| Bozsik József Stadion, Budapest Nézőszám: 500 Játékvezető: Bognár Tamás (magyar) |

| 8. forduló 2013. szeptember 21. 18:00 |

| Mezőkövesd–Zsóry                    | 1 – 3               | Kaposvári Rákóczi                                                  |
| ----------------------------------- | ------------------- | ------------------------------------------------------------------ |
| Harsányi 90+2' (11-esből) Gévay 57' | (0 – 2) Jegyzőkönyv | Thian 2' 37' Mărkuș 4' 44' Balázs 59' Lucas 85' Ranilović 87′, 90′ |

| Városi stadion, Mezőkövesd Nézőszám: 2 500 Játékvezető: Becséri Dániel (magyar) |

| 9. forduló 2013. szeptember 27. 19:00 |

| Paksi FC             | 1 – 1               | Mezőkövesd–Zsóry                            |
| -------------------- | ------------------- | ------------------------------------------- |
| Simon 38' (11-esből) | (1 – 1) Jegyzőkönyv | Harsányi 31' 54' Szántai 14′ Pilibaitis 27' |

| Fehérvári út, Paks Nézőszám: 500 Játékvezető: Kassai Viktor (magyar) |

| 10. forduló 2013. október 5. 16:30 |

| Diósgyőr                                 | 5 – 0               | Mezőkövesd–Zsóry                                   |
| ---------------------------------------- | ------------------- | -------------------------------------------------- |
| Futács 34' 54' Bacsa 66' 84' Batioja 80' | (1 – 0) Jegyzőkönyv | Pilibaitis 20' Horváth 51′ Hegedűs 74' Balajti 82' |

| DVTK-stadion, Miskolc Nézőszám: 5 705 Játékvezető: Bognár Tamás (magyar) |

| 11. forduló 2013. október 18. 19:00 |

| Mezőkövesd–Zsóry                                   | 0 – 2               | Haladás                                                                    |
| -------------------------------------------------- | ------------------- | -------------------------------------------------------------------------- |
| Dobos 64' Fótyik 69′ Bogdány 79' Harsányi 43′, 85′ | (0 – 1) Jegyzőkönyv | Fótyik 7' (öngól) Radó 64' Devecseri 19' Nagy 26' Simon 33' Iszlai 5′, 72′ |

| Városi stadion, Mezőkövesd Nézőszám: 2 500 Játékvezető: Szabó Zsolt (magyar) |

| 12. forduló 2013. október 26. 16:00 |

| Ferencváros           | 1 – 1               | Mezőkövesd–Zsóry                                                        |
| --------------------- | ------------------- | ----------------------------------------------------------------------- |
| Diallo 68' Holman 66' | (0 – 1) Jegyzőkönyv | Szalai 41' 72' Kiss 26' Hegedűs 33' Farkas 44' Balajti 54' Bognár 90+5' |

| Puskás Ferenc Stadion, Budapest Nézőszám: 6 000 Játékvezető: Solymosi Péter (magyar) |

| 13. forduló 2013. november 2. 16:00 |

| Mezőkövesd–Zsóry                                               | 0 – 1               | Pécsi MFC                     |
| -------------------------------------------------------------- | ------------------- | ----------------------------- |
| Gévay 19' Harsányi 45' Szalai 66' Balajti 69' Pilibaitis 90+3' | (0 – 0) Jegyzőkönyv | Fodor 54' Grumić 44' Mohl 84' |

| Városi stadion, Mezőkövesd Nézőszám: 1 500 Játékvezető: Bognár Tamás (magyar) |

| 14. forduló 2013. november 8. 19:00 |

| Videoton                      | 1 – 0               | Mezőkövesd–Zsóry |
| ----------------------------- | ------------------- | ---------------- |
| Kleinheisler 87' Vinícius 89' | (0 – 0) Jegyzőkönyv | Fótyik 70'       |

| Sóstói Stadion, Székesfehérvár Nézőszám: 2 300 Játékvezető: Erdős József (magyar) |

| 15. forduló 2013. november 23. 20:00 |

| Mezőkövesd–Zsóry                                             | 3 – 0               | Győri ETO  |
| ------------------------------------------------------------ | ------------------- | ---------- |
| Melczer 29' Balajti 81' Harsányi 90+1' Vaskó 62' Hegedűs 87' | (1 – 0) Jegyzőkönyv | Kamber 64' |

| Városi stadion, Mezőkövesd Nézőszám: 2 200 Játékvezető: Iványi Zoltán (magyar) |

| 16. forduló 2013. november 30. 18:00 |

| Mezőkövesd–Zsóry                               | 1 – 0                         | MTK Budapest           |
| ---------------------------------------------- | ----------------------------- | ---------------------- |
| Melczer 58' Hegedűs 66' Harsányi 72' Gévay 83' | (0 – 0) Jegyzőkönyv Részletek | Vukmir 63' Ladányi 68' |

| Városi stadion, Mezőkövesd Nézőszám: 2 000 Játékvezető: Erdős József (magyar) |

| 17. forduló 2013. december 6. 19:00 |

| Mezőkövesd–Zsóry                                         | 2 – 2               | Debreceni VSC                             |
| -------------------------------------------------------- | ------------------- | ----------------------------------------- |
| Melczer 68' (11-esből) Harsányi 82' Kiss 35' Bogdány 82' | (0 – 1) Jegyzőkönyv | Kulcsár 28' 25' Bouadla 53' 65' Lázár 67' |

| Városi stadion, Mezőkövesd Nézőszám: 1 000 Játékvezető: Vad II. István (magyar) |

| 18. forduló 2014. március 1. 20:00 |

| Mezőkövesd–Zsóry                    | 0 – 1               | Kecskeméti TE         |
| ----------------------------------- | ------------------- | --------------------- |
| Horváth 45' Velicky 45' Hegedűs 53' | (0 – 0) Jegyzőkönyv | Ndiaye 70' Gréczi 59' |

| Városi stadion, Mezőkövesd Játékvezető: Iványi Zoltán (magyar) |

| 19. forduló 2014. március 7. 19:00 |

| Lombard Pápa                                                                | 1 – 1                         | Mezőkövesd–Zsóry                     |
| --------------------------------------------------------------------------- | ----------------------------- | ------------------------------------ |
| Csizmadia 89' Présinger 40' Kenesei 42' Kulcsár 69' Arsić 89' Tóth G. 90+1' | (0 – 0) Jegyzőkönyv Részletek | Menougong 78' Melczer 48' Rajczi 70' |

| Perutz Stadion, Pápa Nézőszám: 1 500 Játékvezető: Vad II. István (magyar) |

| 20. forduló 2014. március 16. 14:30 |

| Mezőkövesd–Zsóry     | 0 – 1                         | Újpest                           |
| -------------------- | ----------------------------- | -------------------------------- |
| Melczer 51' Kiss 90' | (0 – 0) Jegyzőkönyv Részletek | Balogh 89' Kabát 37' Kosović 70' |

| Városi stadion, Mezőkövesd Nézőszám: 2 500 Játékvezető: Andó-Szabó Sándor (magyar) |

| 21. forduló 2014. március 22. 16:00 |

| Puskás Akadémia                                          | 4 – 0               | Mezőkövesd–Zsóry      |
| -------------------------------------------------------- | ------------------- | --------------------- |
| Lencse 45' 67' 88' (11-esből) Tischler 63' 76' Tamás 82' | (1 – 0) Jegyzőkönyv | Rajczi 81' Vermes 87′ |

| Sóstói Stadion, Székesfehérvár Játékvezető: Erdős József (magyar) |

### A bajnokság végeredménye
| #   | Csapat                 | M  | GY | D  | V  | G+ – G– | GK  | P  | Megjegyzések                                   |
| --- | ---------------------- | -- | -- | -- | -- | ------- | --- | -- | ---------------------------------------------- |
| 1.  | DVSC–TEVA (B)          | 30 | 18 | 8  | 4  | 66–33   | +33 | 62 | 2014–2015-ös Bajnokok Ligája – 2. selejtezőkör |
| 2.  | Győri ETO FC CV (I)    | 30 | 18 | 8  | 4  | 58–32   | +26 | 62 | 2014–2015-ös Európa-liga – 2. selejtezőkör     |
| 3.  | Ferencvárosi TC (I)    | 30 | 17 | 6  | 7  | 47–33   | +14 | 57 | 2014–2015-ös Európa-liga – 1. selejtezőkör     |
| 4.  | Videoton FC            | 30 | 15 | 8  | 7  | 52–31   | +21 | 53 |                                                |
| 5.  | Diósgyőri VTK (I)      | 30 | 12 | 11 | 7  | 45–38   | +7  | 47 | 2014–2015-ös Európa-liga – 1. selejtezőkör     |
| 6.  | Szombathelyi Haladás   | 30 | 12 | 10 | 8  | 37–31   | +6  | 46 |                                                |
| 7.  | Pécsi MFC–Matias       | 30 | 12 | 9  | 9  | 41–38   | +3  | 45 |                                                |
| 8.  | MTK Budapest FC        | 30 | 11 | 7  | 12 | 42–36   | +6  | 40 |                                                |
| 9.  | Budapest Honvéd FC     | 30 | 10 | 6  | 14 | 37–39   | −2  | 36 |                                                |
| 10. | Kecskeméti TE          | 30 | 9  | 9  | 12 | 36–51   | −15 | 36 |                                                |
| 11. | MVM–Paks               | 30 | 8  | 10 | 12 | 39–42   | −3  | 34 |                                                |
| 12. | Lombard Pápa Termál FC | 30 | 9  | 6  | 15 | 32–50   | −18 | 33 |                                                |
| 13. | Újpest FC (KGY)        | 30 | 8  | 8  | 14 | 46–51   | −5  | 32 |                                                |
| 14. | Puskás Akadémia FC Ú   | 30 | 8  | 7  | 15 | 36–51   | −15 | 31 |                                                |
| 15. | Mezőkövesd-Zsóry FC Ú  | 30 | 6  | 6  | 18 | 27–52   | −25 | 24 | NB II                                          |
| 16. | Kaposvári Rákóczi FC   | 30 | 4  | 7  | 19 | 21–54   | −33 | 19 | NB II                                          |

Utolsó frissítés: 2014. június 1. 
Forrás: MLSZ adatbank 
A rangsorolás alapszabályai: 1. összpontszám, 2. győzelmek száma, 3. gólkülönbség, 4. szerzett gólok száma, 5. egymás elleni eredmények összpontszáma,  6. egymás elleni eredmények gólkülönbsége, 7. egymás elleni eredmények szerzett góljainak száma, 8. egymás elleni eredmények idegenben szerzett góljainak száma.
(B): Bajnokcsapat, (K): Kieső csapat, (F): Feljutó csapat, (I): Kupainduló, (R): A rájátszás győztese, (KGY): Kupagyőztes

### Eredmények összesítése
Az alábbi táblázatban összesítve szerepelnek a Mezőkövesd–Zsóry SE 2013/14-es bajnokságban elért eredményei.
| Ősz/tavasz (forduló)    | Otthon | Otthon | Otthon | Otthon | Otthon | Otthon | Otthon | Idegenben | Idegenben | Idegenben | Idegenben | Idegenben | Idegenben | Idegenben |
| Ősz/tavasz (forduló)    | M      | GY     | D      | V      | LG–KG  | GK     | P      | M         | GY        | D         | V         | LG–KG     | GK        | P         |
| ----------------------- | ------ | ------ | ------ | ------ | ------ | ------ | ------ | --------- | --------- | --------- | --------- | --------- | --------- | --------- |
| Őszi szezon (1–17.)     | 8      | 3      | 1      | 4      | 10–11  | –1     | 10     | 9         | 2         | 2         | 5         | 11–20     | –9        | 8         |
| Tavaszi szezon (18–30.) | 2      | 0      | 0      | 2      | 0–2    | –2     | 0      | 2         | 0         | 1         | 1         | 1–5       | –4        | 1         |
| Összesen (1–30.)        | 10     | 3      | 1      | 6      | 10–13  | –3     | 10     | 11        | 2         | 3         | 6         | 12–25     | –13       | 9         |

### Helyezések fordulónként
| Forduló  | 1  | 2  | 3  | 4  | 5  | 6  | 7  | 8  | 9  | 10 | 11 | 12 | 13 | 14 | 15 | 16 | 17 | 18 | 19 | 20 | 21 | 22 | 23 | 24 | 25 | 26 | 27 | 28 | 29 | 30 |
| -------- | -- | -- | -- | -- | -- | -- | -- | -- | -- | -- | -- | -- | -- | -- | -- | -- | -- | -- | -- | -- | -- | -- | -- | -- | -- | -- | -- | -- | -- | -- |
| Helyszín | I  | I  | I  | O  | I  | O  | I  | O  | I  | I  | O  | I  | O  | I  | O  | O  | O  | O  | I  | O  | I  |    |    |    |    |    |    |    |    |    |
| Eredmény | V  | V  | GY | V  | V  | GY | GY | V  | D  | V  | V  | D  | V  | V  | GY | GY | D  | V  | D  | V  | V  |    |    |    |    |    |    |    |    |    |
| Helyezés | 15 | 15 | 10 | 11 | 15 | 13 | 10 | 10 | 12 | 13 | 14 | 15 | 15 | 15 | 13 | 12 | 12 | 13 | 13 | 13 | 13 |    |    |    |    |    |    |    |    |    |

Helyszín: O = Otthon; I = Idegenben. Eredmény: GY = Győzelem; D = Döntetlen; V = Vereség.

## Magyar kupa
1. forduló
| 2013. augusztus 7. 20:00 |

| Szolnoki MÁV       | 0 – 1               | Mezőkövesd–Zsóry      |
| ------------------ | ------------------- | --------------------- |
| Antal 50' Grúz 66' | (0 – 0) Jegyzőkönyv | Balajti 63' Gévay 83' |

| Tiszaligeti stadion, Szolnok Játékvezető: Oláh Gábor (magyar) |

2. forduló
| 2013. augusztus 28. 16:30 |

| Kunszállás SE | 0 – 5               | Mezőkövesd–Zsóry                                  |
| ------------- | ------------------- | ------------------------------------------------- |
|               | (0 – 2) Jegyzőkönyv | Petneházi 18' Sigér 24' Hamar 72' 78' Bogdány 80' |

| Kunszállás Nézőszám: 200 Játékvezető: Lovas László (magyar) |

3. forduló
| 2013. szeptember 24. 15:00 |

| Kazincbarcikai SC                                            | 3 – 4               | Mezőkövesd–Zsóry                                            |
| ------------------------------------------------------------ | ------------------- | ----------------------------------------------------------- |
| Nyitrai 7' 73' Molnár 35' Szabó 52' 62' Kovács 31' Szabó 89' | (2 – 1) Jegyzőkönyv | Olasz 40' 53' 75' 87' Petneházi 56' Éles 59' Harsányi 90+1' |

| Kazincbarcika Nézőszám: 500 Játékvezető: Berke Balázs (magyar) |

4. forduló
| 2013. október 30. 18:00 |

| Pécsi MFC               | 2 – 1               | Mezőkövesd–Zsóry                    |
| ----------------------- | ------------------- | ----------------------------------- |
| Koller 19' Szatmári 51' | (1 – 0) Jegyzőkönyv | Harsányi 54' Hegedűs 42' Szalai 50' |

| PMFC Stadion, Pécs Nézőszám: 400 Játékvezető: Pintér Csaba (magyar) |

## Ligakupa

### Csoportkör (B csoport)
| 1. forduló 2013. szeptember 4. 19:00 |

| Mezőkövesd–Zsóry                                 | 2 – 1               | Balmazújvárosi FC            |
| ------------------------------------------------ | ------------------- | ---------------------------- |
| Harsányi 66' 39' Olasz 68' Fótyik 40' Szalai 77' | (0 – 1) Jegyzőkönyv | Belényesi 42' 77' Bokros 18' |

| Városi stadion, Mezőkövesd Nézőszám: 800 Játékvezető: Takács János (magyar) |

| 2. forduló 2013. szeptember 11. 19:00 |

| Mezőkövesd–Zsóry | 0 – 2               | Debreceni VSC                   |
| ---------------- | ------------------- | ------------------------------- |
| Éles 60'         | (0 – 1) Jegyzőkönyv | Dombi 41' 72' Trninić 58' 90+2' |

| Városi stadion, Mezőkövesd Nézőszám: 800 Játékvezető: Böcskei Balázs (magyar) |

| 3. forduló 2013. október 9. 16:00 |

| Nyíregyháza Spartacus               | 3 – 1               | Mezőkövesd–Zsóry                   |
| ----------------------------------- | ------------------- | ---------------------------------- |
| Patály 8' Katona 84' Reznek 87' 87' | (1 – 0) Jegyzőkönyv | Gévay 65' Fótyik 47' Menougong 63' |

| Nyíregyháza Városi Stadion, Nyíregyháza Nézőszám: 500 Játékvezető: Varga László (magyar) |

| 4. forduló 2013. október 15. 17:00 |

| Mezőkövesd–Zsóry | 2 – 2               | Nyíregyháza Spartacus |
| ---------------- | ------------------- | --------------------- |
| Balajti 56' 78'  | (0 – 1) Jegyzőkönyv | Huszák 10' Reznek 80' |

| Városi stadion, Mezőkövesd Nézőszám: 600 Játékvezető: Oláh Gábor (magyar) |

| 5. forduló 2013. november 13. 13:30 |

| Debreceni VSC                            | 2 – 4               | Mezőkövesd–Zsóry                                   |
| ---------------------------------------- | ------------------- | -------------------------------------------------- |
| Seydi 60' Szalai 72' (öngól) Bouadla 80' | (0 – 2) Jegyzőkönyv | Vaskó 17' 22' Harsányi 25' Bognár 70' 88' Bagi 65' |

| Oláh Gábor utca, Debrecen Nézőszám: 1 000 Játékvezető: Lovas László (magyar) |

| 6. forduló 2013. november 20. 13:00 |

| Balmazújvárosi FC   | 1 – 7               | Mezőkövesd–Zsóry                                                          |
| ------------------- | ------------------- | ------------------------------------------------------------------------- |
| Tóth 80' Karacs 84' | (0 – 2) Jegyzőkönyv | Vaskó 14' Kiss 31' Balajti 50' Menougong 55' Bognár 58' 82' Petneházi 68' |

| Városi Sportpálya, Balmazújváros Nézőszám: 200 Játékvezető: Varga László (magyar) |

### A B csoport végeredménye
| Csapat        | M | Gy | D | V | G+ | G– | Gk  | P  |
| ------------- | - | -- | - | - | -- | -- | --- | -- |
| Debreceni VSC | 6 | 5  | 0 | 1 | 16 | 5  | +11 | 15 |
| Mezőkövesd    | 6 | 3  | 1 | 2 | 16 | 10 | +6  | 10 |
| Nyíregyháza   | 6 | 1  | 2 | 3 | 5  | 10 | –5  | 5  |
| Balmazújváros | 6 | 1  | 1 | 4 | 6  | 16 | –10 | 4  |

### Nyolcaddöntő
| Első mérkőzés 2014. február 26. 18:00 |

| Mezőkövesd–Zsóry                      | 3 – 1               | Diósgyőr                     |
| ------------------------------------- | ------------------- | ---------------------------- |
| Hegedűs 24' Fótyik 57' 88' Szalai 60' | (1 – 1) Jegyzőkönyv | Futács 26' 38' Gosztonyi 78' |

| Városi stadion, Mezőkövesd Nézőszám: 3 000 Játékvezető: Andó-Szabó Sándor (magyar) |

| Visszavágó 2014. március 4. 17:00 |

| Diósgyőr                                         | 2 – 0               | Mezőkövesd–Zsóry                     |
| ------------------------------------------------ | ------------------- | ------------------------------------ |
| Gosztonyi 11' Batioja 51' Vági 38' Egerszegi 45' | (1 – 0) Jegyzőkönyv | Dobos 33' Harsányi 69' Velicky 90+3' |

| DVTK-stadion, Miskolc Játékvezető: Solymosi Péter (magyar) |

## Felkészülési mérkőzések

### Nyár
| 2013. június 29. |

| Sajószöged | 0 – 21               | Mezőkövesd–Zsóry                                             |
| ---------- | -------------------- | ------------------------------------------------------------ |
|            | (0 – 12) Jegyzőkönyv | Olasz Hamar Szalai Sigér Melczer Dobos Lakatos Bogdány Irhás |

| Városi Sporttelep, Sajószöged Nézőszám: 200 |

| 2013. július 6. |

| Diósgyőr   | 1 – 0               | Mezőkövesd–Zsóry |
| ---------- | ------------------- | ---------------- |
| Takács 26' | (1 – 0) Jegyzőkönyv |                  |

| DVTK-stadion, Miskolc Nézőszám: 3 000 Játékvezető: Fábián Mihály (magyar) |

| 2013. július 10. |

| Mezőkövesd–Zsóry    | 2 – 0               | Vasas |
| ------------------- | ------------------- | ----- |
| Gévay 35' Irhás 77' | (1 – 0) Jegyzőkönyv |       |

| Városi Sporttelep, Tata Nézőszám: 150 Játékvezető: Kovács Gábor (magyar) |

| 2013. július 13. |

| Mezőkövesd–Zsóry               | 4 – 2               | Dunaújváros PASE |
| ------------------------------ | ------------------- | ---------------- |
| Petneházi Olasz Balajti Bognár | (1 – 1) Jegyzőkönyv | Ato Urbán        |

| Városi Sporttelep, Tata |

| 2013. július 17. |

| Mezőkövesd–Zsóry                   | 3 – 1               | Paksi FC  |
| ---------------------------------- | ------------------- | --------- |
| Balajti 7' Menougong 15' Irhás 85' | (2 – 1) Jegyzőkönyv | Nyári 47' |

| Városi Sporttelep, Tata Nézőszám: 60 Játékvezető: Berke Balázs (magyar) |

| 2013. július 19. |

| Mezőkövesd–Zsóry              | 4 – 1               | Budapest Honvéd FC II |
| ----------------------------- | ------------------- | --------------------- |
| Melczer Menougong Hamar Olasz | (2 – 1) Jegyzőkönyv | Feketics              |

| Városi Sporttelep, Tata Nézőszám: 50 Játékvezető: Oláh Gábor (magyar) |